# Château de Murol
Pour l’article homonyme, voir Château de Murol en Saint Amant.
Le château de Murol est situé en Auvergne-Rhône-Alpes, dans le Puy-de-Dôme. Construit sur un promontoire basaltique à près de mille mètres d'altitude, il domine le village de Murol. Il fut édifié à partir du XIe siècle et fut considérablement modifié au XIVe siècle et au XVIe siècle.

## Historique

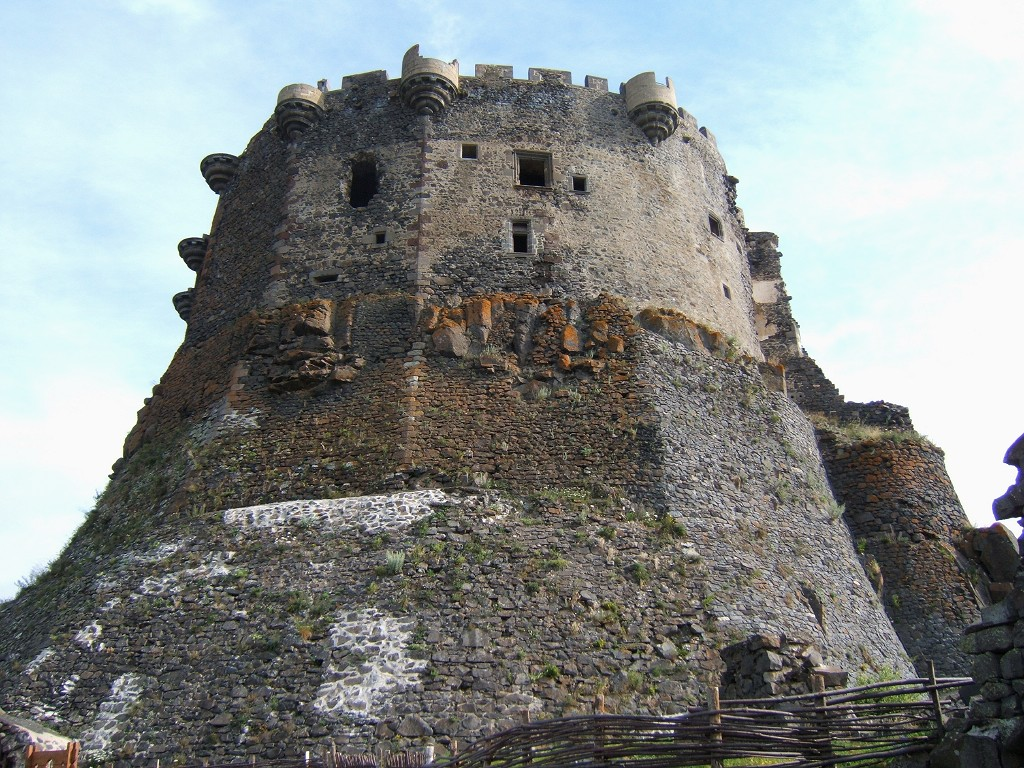
Façade Ouest du château de Murol.

La première occupation de la butte remonterait au néolithique. Bien que certaines hypothèses émettent la possibilité d'une occupation gallo-romaine. La construction du château médiéval daterait des Xe et XIe siècles (muraille primitive et vestiges d'un village). Les plus anciens vestiges sont une chapelle romane et des murs défensifs sur le sommet de la table de basalte, entre le XIe et XIIe siècles. La paroisse et la châtellenie de Murol ont été créées probablement au XIe siècle au détriment des vieilles paroisses environnantes (Saint-Nectaire, Saint-Victor-la-Rivière et le Vernet-Sainte Marguerite). Le château est construit autour et sur les vestiges d'une coulée de basalte (relief de Mesa), à l'intersection de trois anciennes voies romaines (Limagne, Le Mont-Dore, Clermont-Ferrand). Il est agrandi et renforcé régulièrement entre le XIIe et le XVe siècle, en particulier au XIVe siècle par Guillaume II de Murol, avec notamment la réalisation d'une chapelle funéraire.
À la fin du XVe siècle, le château devient la propriété de la famille d'Estaing après le mariage de Jehanne de Murol avec Gaspard d’Estaing. La haute cour est totalement remaniée suivant la mode bourgeoise et palatiale de l'époque. Leur descendant François Ier d’Estaing construit à la fois une vaste enceinte bastionnée à tours en amande pour armes légères au pied du dyke basaltique sur lequel il érige un grand palais de la Renaissance. sur le côté est avec un vaste jardin suspendu, mais les travaux restent inachevés. Une pièce d'artillerie portant le nom de François d'Estaing a été découverte dans le château. Durant l'Ancien régime, Richelieu épargne le château du fait du prestige de la famille d'Estaing, mais le site est quasiment abandonné et certaines de ses parties sont en ruine. Il est également épargné lors de la Révolution française, et finit par être utilisé comme carrière de pierres. En 1880, le dernier propriétaire, le comte de Chabrol, cède le château au département qui le rétrocède à la commune en 1953.
Le château a été classé monument historique en 1889.
Il est une des principales attractions touristiques du Puy-de-Dôme et passe la barre des 180 000 visiteurs en 2023.
L'association Les Compagnons de Gabriel anima le site pendant de nombreuses années, avant que lui succède la société Organicom. Depuis 2017, le site est géré par la société Kleber Rossillon.
Au début du mois de mars 2019 ont été tournées des scènes du film Kaamelott : Premier Volet (2020) d'Alexandre Astier.

## Les seigneurs de Murol
De nombreuses familles se sont succédé au château de Murol. La première était celle des Comptour d'Apchon. Au XIIIe siècle, il appartenait aux Chamba qui tenaient le château en fief de l'évêque de Clermont. À la fin du siècle, Jean Chamba perd ses trois fils et ne lui reste plus que sa fille, Surianne Chamba. En 1284, elle épouse Guillaume Sans ou San (en latin "Sani"). Originaire de la Limagne, plus précisément Vialle dans l'actuelle commune de Luzillat (63). Au fil du temps, le nom Sans va disparaître au profit de celui plus prestigieux de Murol, né de la position du château. À la fin du XVe siècle, Murol passe dans le giron de la famille d'Estaing peu de temps après le mariage, en 1455, de Gaspard d'Estaing et de Jeanne de Murol, dernière héritière de la maison de Murol.

## Description

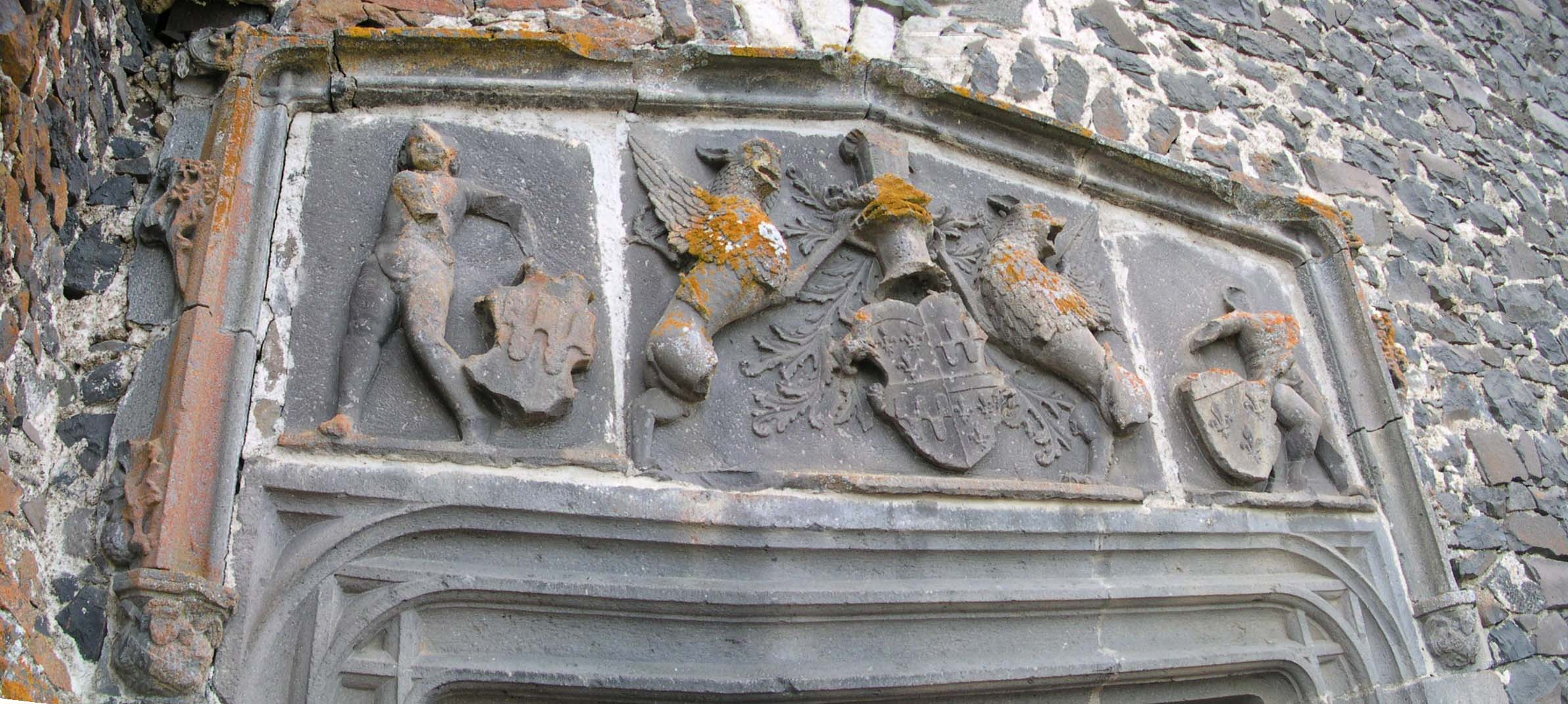
Linteau de la porte d'entrée de la haute cour avec les armes des Murol à gauche (D'or a la fasce ondée d'azur) et de Gaspard d'Estaing à droite (D'azur à trois fleurs de lys d'or, au chef du même.).

Le château possède deux chapelles en contrebas de la grosse tour circulaire faisant office de donjon : la première, qui est la plus grande, date du XIe siècle, puis Guillaume de Murol édifia la deuxième chapelle à la fin du (XIVe siècle), dans un style roman, afin de lui servir de chapelle funéraire.
L'enceinte intérieure est polygonale et épouse les contours du socle basaltique, à l'angle nord-est une tour maîtresse du XIIIe siècle (tour de Chautignat) rassemble plusieurs salles voûtées desservies par un escalier à vis. La cuisine et la boulangerie, qui possèdent des cheminées de grande taille, un four et un pétrin, occupent un côté de la cour.

## Vie domestique
À l'époque de Guillaume II de Murol, c'est-à-dire à la fin du XIVe siècle et au début du XVe siècle, la haute-cour du château était habitée par le seigneur, sa famille ainsi que le personnel domestique, soit une vingtaine de personnes. La garnison ne se composait que d'un capitaine et deux portiers soit trois hommes d'armes.

## Évocations artistiques
Les ruines du château sont évoquées par Guy de Maupassant dans son conte Humble drame (1883) :

« Elle surprend plus qu'aucune autre ruine par son énormité simple, sa majesté, son air antique puissant et grave. Elle est là, seule, haute comme une montagne, reine morte, mais toujours la reine des vallées couchées sous elle. On y monte par une pente plantée de sapins, on y pénètre par une porte étroite, on s'arrête au pied des murs, dans la première enceinte au-dessus du pays entier.
Là-dedans, des salles tombées, des escaliers égrenés, des trous inconnus, des souterrains, des oubliettes, des murs coupés au milieu, des voûtes tenant on ne sait comment, un dédale de pierres, de crevasses où pousse l'herbe, où glissent des bêtes.
J'étais seul, rôdant par cette ruine. »

Le musée des peintres de l'École de Murol, à Murol, conserve Le château de Murol en hiver, toile de Jean Fernand-Trochain.